# 碘化二苯基碘𬭩
碘化二苯基碘𬭩是一种有机化合物，化学式为C12H10I+I−。

## 合成
亚碘酰苯和碘酰苯在氢氧化钠中反应，得到碘酸二苯基碘𬭩。它再和二氧化硫或碘化钾水溶液反应，得到产物碘化二苯基碘𬭩。它也可由氯化二苯基碘𬭩和碘化钾反应得到。